# ریشارد مونش
ریشارد مونش (انگلیسی: Richard Münch؛ ۱۰ ژانویهٔ ۱۹۱۶ – ۶ ژوئن ۱۹۸۷) یک هنرپیشه اهل آلمان بود. وی بین سال‌های ۱۹۵۱ تا ۱۹۸۹ میلادی فعالیت می‌کرد.
از فیلم‌ها یا برنامه‌های تلویزیونی که وی در آن نقش داشته است می‌توان به ترن، پاتون، طولانی‌ترین روز، ملاقات اشاره کرد.